# 구글 웹 툴킷
구글 웹 툴킷(Google Web Toolkit, GWT)은 웹 개발자가 복잡한, 자바스크립트 프론트엔드 애플리케이션을 자바로 만들고 관리할 수 있게 하는 오픈 소스 도구 집합이다. 몇 가지 네이티브 라이브러리를 포함하여 모든 것이 자바 소스로 이루어져 있으며, 이 소스는 GWT 앤트 빌드 파일이 포함하고 있는 지원 운영 체제 어느 곳에서나 빌드가 가능하다. 아파치 라이선스 버전 2.0으로 허가되어 있다.
GWT는 재사용성, 공통 웹 개발 작업으로의 효율적인 접근 (비동기 원격 프로시저 호출), 역사 관리, 북마크, UI 축약, 국제화, 크로스 브라우저 이식을 강조한다.

## 역사
GWT 버전 1.0 RC 1은 2006년 5월 16일 출시되었다. 구글은 GWT를 자바원 콘퍼런스 2006에서 발표하였다.
출시 역사:
- GWT 1.0 2006년
- GWT 1.1 2006년
- GWT 1.2 2006년
- GWT 1.3 2007년
- GWT 1.4 2007년
- GWT 1.5 2008년
- GWT 1.6 2009년
- GWT 1.7 2009년
- GWT 2.0 2009년
- GWT 2.1.0 2010년
- GWT 2.2.0 2011년
- GWT 2.3.0 2011년
- GWT 2.4.0 2011년
- GWT 2.5.0 2012년
- GWT 2.5.1 2013년
- GWT 2.6.0 2014년
- GWT 2.6.1 2014년
- GWT 2.7.0 2014년
- GWT 2.8.0 2016년
- GWT 2.8.1 2017년
- GWT 2.8.2 2017년
- GWT 2.9.0 2020년
- GWT 2.10.0 2022년
- GWT 2.11.0 2024년
- GWT 2.12.0 2024년
- GWT 2.12.1 2024년

## 구성 요소
- GWT 자바 대 자바스크립트 컴파일러(Java-to-JavaScript Compiler): 자바 프로그래밍 언어를 자바스크립트 프로그래밍 언어로 변환한다.
- GWT 개발 모드(Development Mode): 개발자들이 GWT 애플리케이션들을 개발 모드 안에서 실행할 수 있게 한다. (앱은 자바스크립트로 컴파일하지 않고 JVM 안에서 자바를 실행)
- JRE 에뮬레이션 라이브러리(emulation library): 자바 표준 클래스 라이브러리 내에서 흔히 사용되는 클래스들의 자바스크립트 구현체들.
- GWT 웹 UI 클래스 라이브러리(Web UI class library): 위젯을 만들기 위한 사용자 지정 인터페이스와 클래스의 모임.

## 기능

### 사용 가능한 위젯
버전 2.4 (2011년 9월) 기준으로 GWT는 몇 가지 위젯을 제공한다.
- Button
- PushButton
- RadioButton
- CheckBox
- DatePicker
- ToggleButton
- TextBox
- PasswordTextBox
- TextArea
- Hyperlink
- ListBox
- CellList
- MenuBar
- Tree
- CellTree
- SuggestBox
- RichTextArea
- FlexTable
- Grid
- CellTable
- CellBrowser
- TabBar
- DialogBox

### 사용 가능한 패널
GWT는 몇 가지 패널도 포함하고 있다:
- PopupPanel
- StackPanel
- StackLayoutPanel
- HorizontalPanel
- VerticalPanel
- FlowPanel
- VerticalSplitPanel
- HorizontalSplitPanel
- SplitLayoutPanel
- DockPanel
- DockLayoutPanel
- TabPanel
- TabLayoutPanel
- DisclosurePanel

## 같이 보기
- 다트 (프로그래밍 언어)
- 자바스크립트 프레임워크 비교
- Emscripten

## 참조
1. ↑  “Google Web Toolkit License Information”. Google. 2007년 2월 23일. 2007년 9월 25일에 확인함.
2. ↑  “Google Web Toolkit Release Archive”. Google. 2007년 9월 25일에 확인함.
3. ↑  Olson, Steven Douglas (2007). 《Ajax on Java》. O'Reilly. 183쪽. ISBN 978-0-596-10187-9.
4. 1 2  “Widget List”. Google. 2012년 5월 21일에 확인함.

## 참고 문헌
- Dewsbury, Ryan (2007년 12월 15일). 《Google Web Toolkit Applications》. Prentice Hall. 608쪽. ISBN 978-0-321-50196-7.
- Chaganti, Prabhakar (2007년 2월 15일). 《Google Web Toolkit: GWT Java Ajax Programming》. Packt Publishing. 248쪽. ISBN 978-1-84719-100-7. 2011년 4월 30일에 원본 문서에서 보존된 문서. 2013년 7월 28일에 확인함.
- Geary, David (2007년 11월 17일). 《Google Web Toolkit Solutions: More Cool & Useful Stuff》. Prentice Hall. 408쪽. ISBN 978-0-13-234481-4.
- Hanson, Robert; Adam Tacy (2013년 2월 7일). 《GWT in Action》 2판. Manning. 643쪽. ISBN 978-1-935182-84-9.
- Cooper, Robert; Charlie Collins (2008년 5월 12일). 《GWT in Practice》. Manning. 376쪽. ISBN 978-1-933988-29-0.